# PFK Akademik Sofia
Akademik (bulgară ФК “Академик”) este un club de fotbal din Sofia, Bulgaria. Akademik a debutat în A PFG în 1949 de atunci devenind una dintre cele mai bune echipe. Au câștigat Cupa Balcanică.

## Palmares
- A PFG
  - Locul trei: 1950, 1975-76
- B PFG
  - Campioni: 1963-64, 1979-80
  - Locul doi: 2009-10
- Cupa Bulgariei
  - Locul doi: 1951
- Cupa Balcanică
  - Câștigătoare: 1974